# François Certain de Canrobert

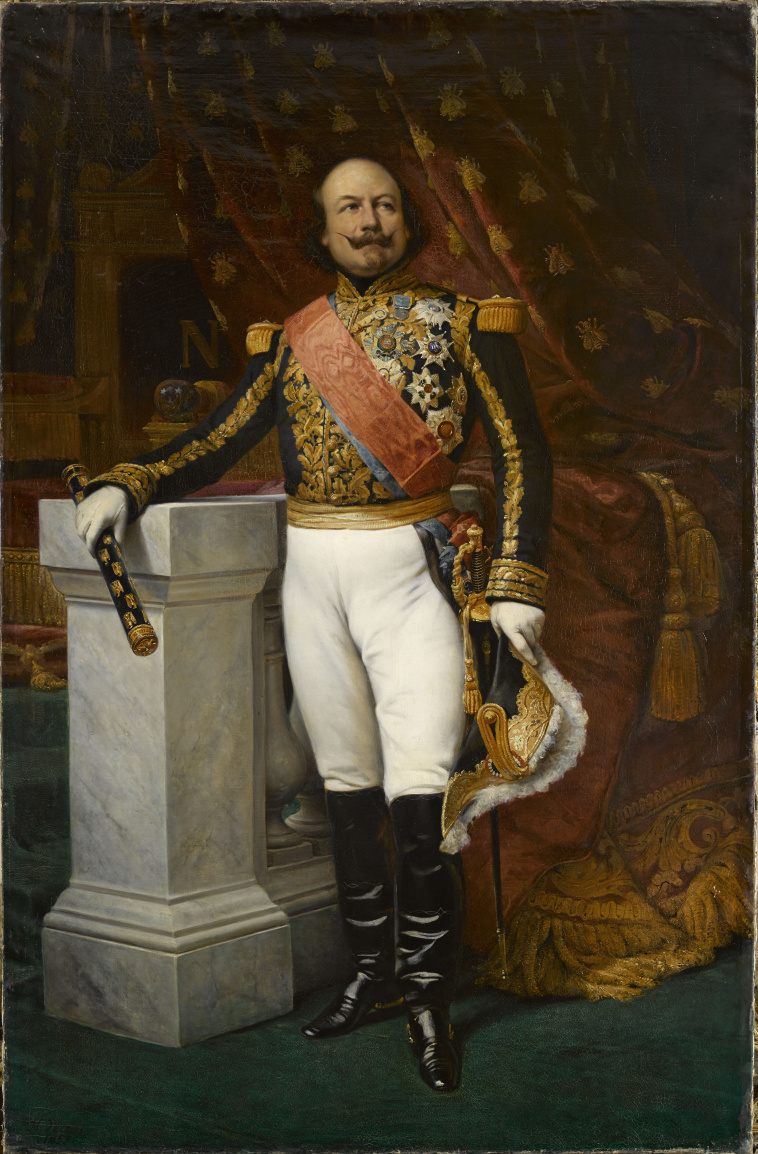
François Certain de Canrobert
Marschall von Frankreich

François-Marcellin Certain de Canrobert (* 27. Juni 1809 in Saint-Céré, Département Lot; † 28. Januar 1895 in Paris) war ein Marschall von Frankreich.

## Leben

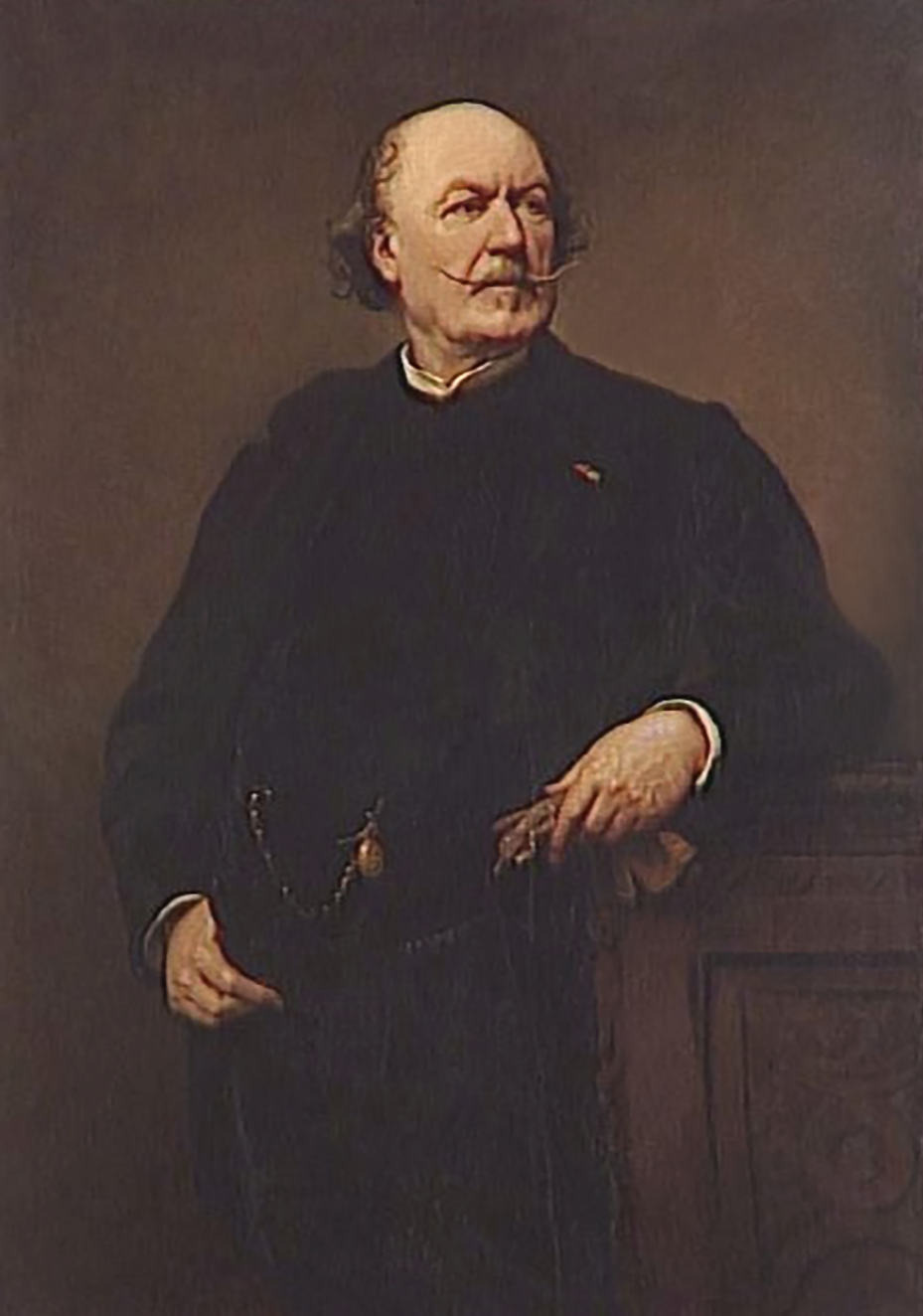
François Certain de Canrobert
(Porträt von Nélie Jacquemart)

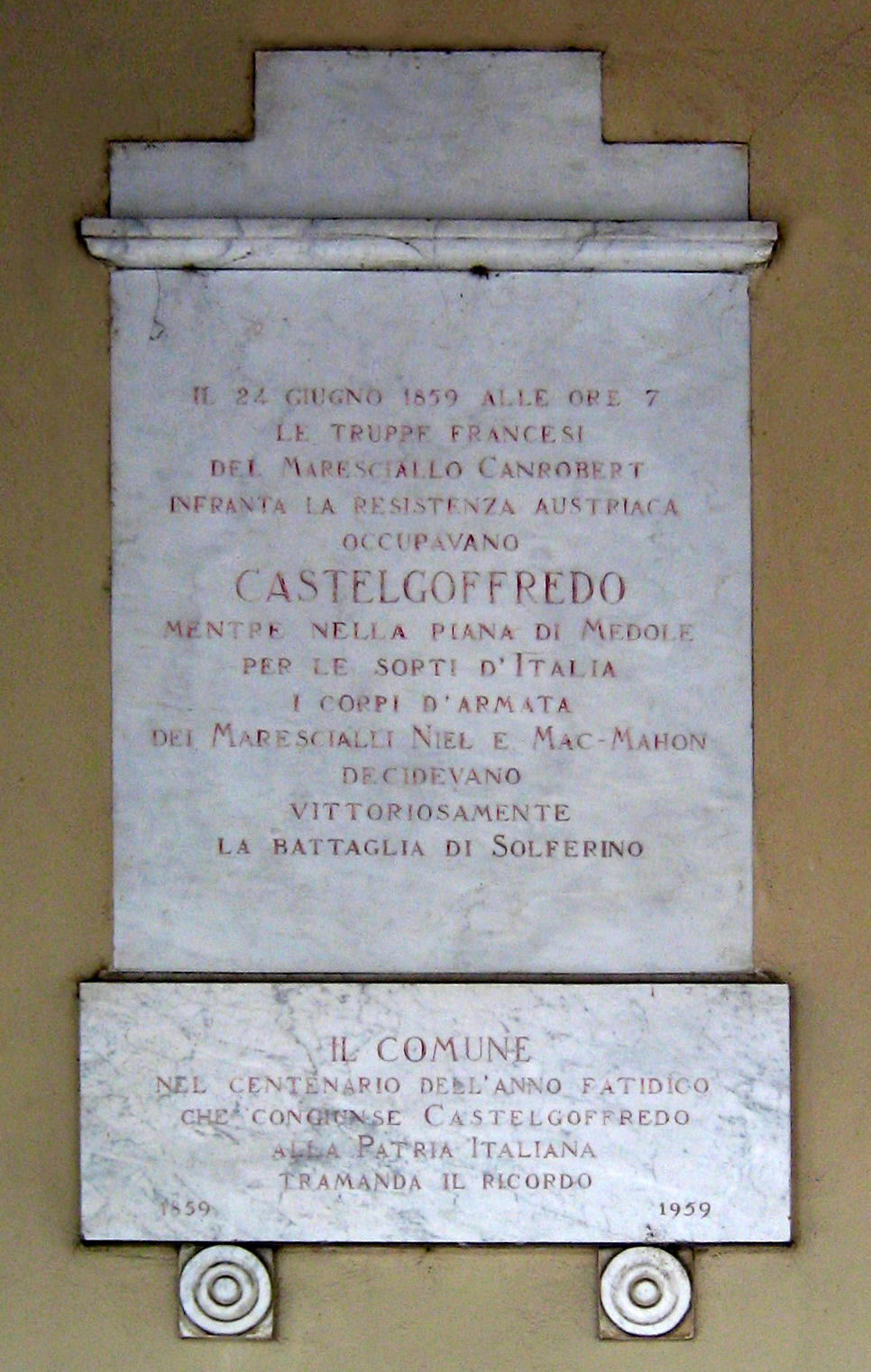
Castel Goffredo, Gedenktafel zu Ehren von François Certain de Canrobert.

Canrobert wurde in der Militärschule in Saint-Cyr ausgebildet und 1828 zum Sous-lieutenant befördert. Er zeichnete sich seit 1835 in Algerien aus und nahm 1837 als Capitaine an der Erstürmung von Constantine teil. 1839 kehrte er nach Frankreich zurück, um aus versprengten Carlisten ein Bataillon für die Fremdenlegion zu bilden. Zu den Jägern zu Fuß (Chasseurs à pied) versetzt, ging er 1841 wieder nach Algerien, wo er unter Cavaignac und Saint-Arnaud, seit 1847 als Colonel und Kommandant des Zuavenregiments, viele Kämpfe mitmachte, besonders 1849 bei der Expedition nach der Zaadscha. 1850 als Général de brigade nach Paris berufen, wurde er Adjutant des Prinz-Präsidenten, dem er sich nach längerem Schwanken entschieden anschloss.
Beim Staatsstreich 1851 wirkte er als einer der tätigsten Gehilfen Louis Napoleons mit, stellte in Paris die Ruhe her und wurde 1852 zum Général de division befördert.
Im Krimkrieg kommandierte er die Erste von vier französischen Divisionen. Diese führte er in der Schlacht an der Alma. Nach dem Tod des französischen Oberbefehlshabers Saint-Arnaud, am 29. September 1854, wurde er zu dessen Nachfolger ernannt und kommandierte die Belagerung von Sewastopol. Anfang Mai 1855 führten die Alliierten eine Expedition nach Kertsch, im Südosten der Krim, durch. Die bereits eingeschifften Truppen kehrten aber ohne die Stadt anzugreifen zurück. Der Grund dafür war ein telegraphischer Befehl des französischen Kaisers. Das Verhältnis zwischen den Alliierten hatte durch den Abbruch der Expedition gelitten und Canrobert wurde von den Engländern als Robert Can´t verspottet. Canrobert legte, da er trotz aller Anstrengungen keine entscheidenden Erfolge erringen und sich mit den Engländern nicht mehr verständigen konnte, am 16. Mai 1855 das Kommando nieder, um General Aimable Pélissier Platz zu machen und übernahm erneut das Kommando der 1. Division.

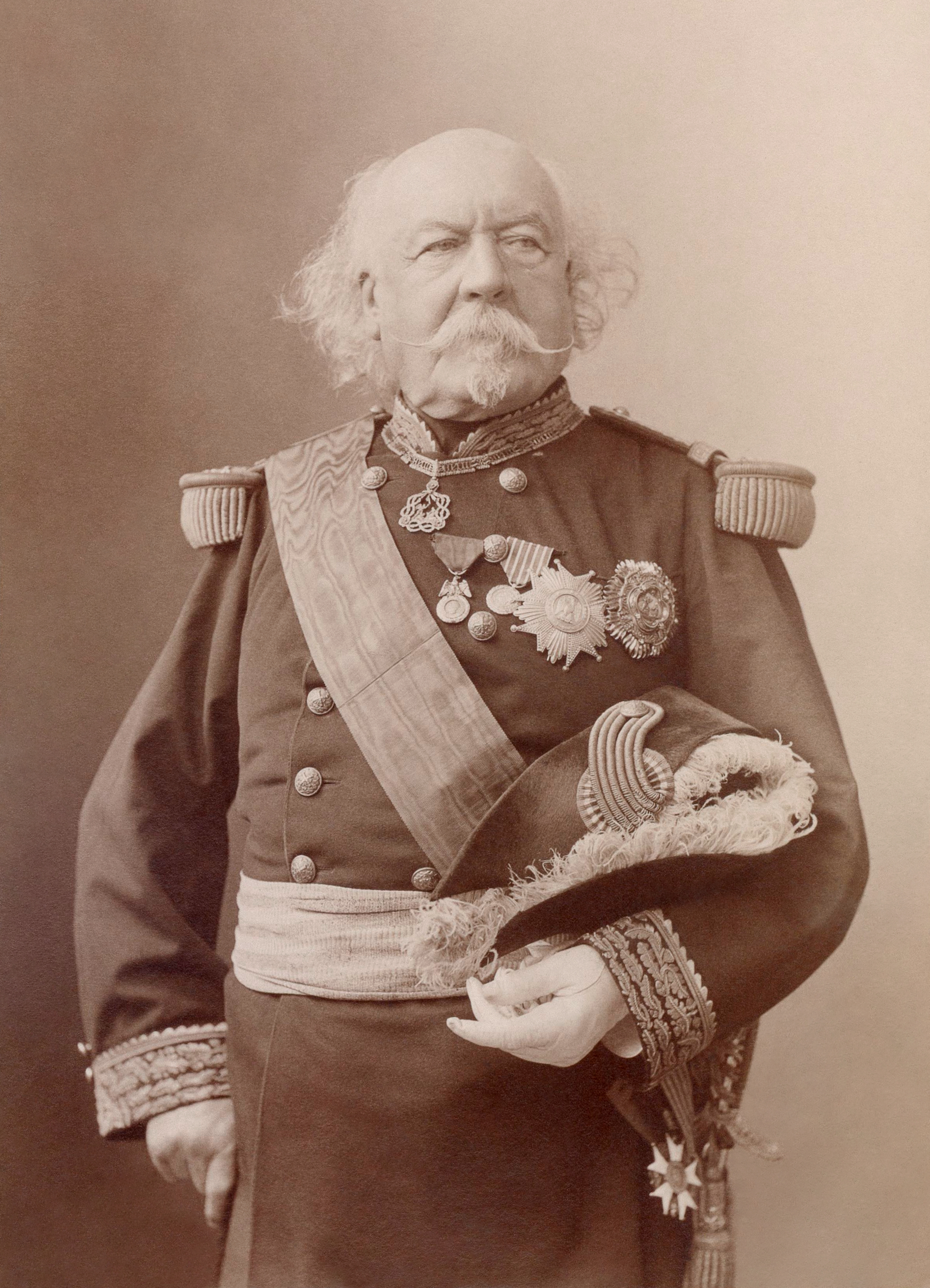
François Certain de Canrobert
(Fotografie von Nadar)

Im August 1855 nach Frankreich zurückberufen, erhielt er eine Mission nach Stockholm, um den Anschluss Schwedens an die Alliierten zu vermitteln. Am 18. März 1856 wurde er zum Marschall von Frankreich ernannt und bekam das Großkreuz der Ehrenlegion verliehen und am 12. Juni 1867 verlieh ihm König Wilhelm I. den Schwarzen Adlerorden. Im Januar 1858 wurde er Chef der Militärdivision des Ostens (in Nancy).
Im Sardinischen Krieg 1859 befehligte er das III. Armeekorps und zeichnete sich in der Schlacht bei Magenta aus. In der Schlacht von Solferino wurde er damit beauftragt, die aus Mantua anrückenden feindlichen Truppen zurückzuwerfen. Dabei konnte er aber dem bedrängten General Niel nicht rechtzeitige und genügende Unterstützung leisten.
1861 erhielt er das Generalkommando in Lyon. Im Deutsch-Französischen Krieg 1870/71 wurde er zuerst an die Spitze der Mobilgarden im Lager von Châlons gestellt, übernahm aber, da er der zügellosen Menge wegen seiner Unpopularität nicht Herr werden konnte, unter Bazaines Oberbefehl das Kommando des VI. Armeekorps der Rheinarmee und kämpfte am 16. August in der Schlacht bei Mars-la-Tour und am 18. August bei St.-Privat, das ihm entrissen wurde. In der Festung Metz eingeschlossen und bei der Kapitulation gefangen, begab er sich nach Kassel zum Kaiser Napoleon III. und kehrte erst nach dem Friedensschluss nach Frankreich zurück. Er war bis zum Tode des kaiserlichen Prinzen Napoléon Eugène Louis Bonaparte, 1879 im Zulukrieg, einer der Führer der bonapartistischen Partei. Seit 1879 war er Mitglied des Senats.
Er wurde im Caveau des Gouverneurs der Cathédrale Saint-Louis-des-Invalides in Paris beigesetzt.